# Steuermuseum MaRa
Das Steuermuseum MaRa in Linz ist ein Museum, das der Geschichte und Entwicklung von Steuern und Abgaben in Österreich gewidmet ist.

## Beschreibung
Das Steuermuseum MaRa ist ein Museum, dessen Konzeption auf das Thema Steuern ausgerichtet ist. Es wurde auf Initiative des  Steuerberaters Markus Raml gegründet und gemeinsam mit der Wirtschafts- und Kulturwissenschaftlerin Herta Neiß als Kuratorin konzipiert und eingerichtet. Das Steuermuseum MaRa wurde am 26. Jänner 2024 im Beisein des österreichischen Bundesfinanzministers Magnus Brunner eröffnet.
Das Museum präsentiert Inhalte zu Ursprung und Entstehung von Steuern bis zu aktuellen Regelungen in der Gegenwart. Ein Teil der Ausstellung ist kuriosen Steuerkreationen gewidmet. Neben dem Rundgang durch die Sammlung wird auch eine interaktive Variante mit Mobile App angeboten.
Das Steuermuseum wurde 2024 als Maßnahme der Nationalen Finanzbildungsstrategie in den Katalog des österreichischen Bundesministeriums für Finanzen aufgenommen. In dem Steuermuseum soll wichtiges Basiswissen der Finanzwelt insbesondere an junge Leute vermittelt werden, es soll damit zur Finanzbildung von Jugendlichen beitragen. Das Steuermuseum ist im Rathausviertel von Linz, an der Museumstraße 31a. Es befindet sich in den Räumlichkeiten der Steuerkanzlei Raml & Partner. Öffnungzeit ist freitags von 08:00 Uhr bis 13:00 Uhr, eine Anmeldung ist erforderlich.

## Verwandte Museen in Österreich
In Österreich gibt es das Österreichische Zollmuseum in der Zollstelle Wien und mehrere kleine Museen, die Zoll und lokale Themen behandeln. Namentlich bekannt sind das Zollmuseum in Coccau und das Museum der Zollwachschutzhütte in Leopoldschlag. Keines dieser verwandten Museen hat jedoch seinen Schwerpunkt auf dem Thema Steuern.

## Verwandte Museen außerhalb Österreichs
Weltweit haben nur wenige Länder ein spezielles Museum zu Steuern. Die meisten dieser Museen kooperieren mit dem Verband International Association of Customs/Taxation Museums (IACM). Das chinesische Finanz- und Steuermuseum (中国财税博物馆) befindet sich in Hangzhou. Museen zur erweiterten Thematik mit Zoll, Abgaben und Steuern finden sich beispielsweise mit dem Tullimuseo in Finnland, mit dem Customs Museum in Taipei sowie mit der National US Customs Museum Foundation in den USA. Das dänische Told- og Skat Museum (Zoll- und Steuer-Museum) befindet sich in Kopenhagen, das Belasting & Douane Museum ist in Rotterdam.
In Deutschland gab es nur ein vergleichbares Museum: Das deutsche Steuermuseum, dessen Ursprünge beim Finanzamt Freudenstadt lagen und das in Siegburg bei der Bundesfinanzakademie auf dem Michaelsberg in der Abtei St. Michael weitergeführt wurde. Später wurde das Museum in Brühl zur Finanzgeschichtlichen Sammlung in der Bundesfinanzakademie. Kuriose Steuern von Abortsteuer bis Ziegensteuer hatten einen eigenen thematischen Bereich. Das Museum präsentierte 5000 Jahre Steuergeschichte und ging 2015 im Deutschen Zollmuseum auf.